# Žemaičių Kalvarija
Žemaičių Kalvarija è una città nel distretto municipale di Plungė (in lituano Plungės rajono savivaldybė), in Samogizia, Lituania.
Ogni luglio c'è una grande sagra, chiamata Grande Zemaicy Kalvarija.

## Il Grande Zemaiciu Chiesa Festival Kalvarija
Il Grande Zemaicy Kalvarija Chiesa Festival si svolge ogni anno a giugno. Ci sono 21 [Stazioni [del] Cross] in questa città. Impresa della stazione della croce è una processione molto importante per un cattolico, dovrebbe essere fatto spesso. Si tratta di uno dei più importanti pellegrinaggio linea s per i cattolici. Questa festa risale al 1742. Il Papa è il principale custode e sostenitore di questo festival.
Durante la festa ci sono giornate dedicate ai giovani. Numerose manifestazioni si svolgono, che può servire ai bisogni spirituali dei giovani. Ci sono Messe speciali detenuti, dedicata a giovani e bambini.
Il festival attira molti turisti da Samogizia e Lituania, molte chiese cattoliche in Lituania organizzare gite per le persone. Dal 2004 ci sono stati più turisti e pellegrini provenienti dagli stati membri dell'Unione europea, in particolare da Polonia, Italia, Germania e Spagna.

## Galleria d'immagini

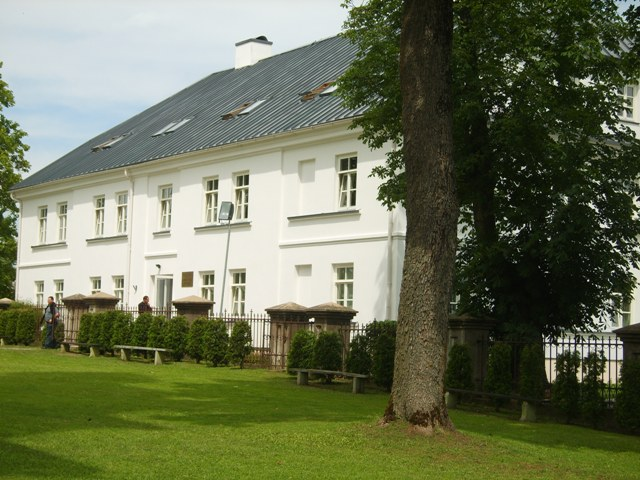
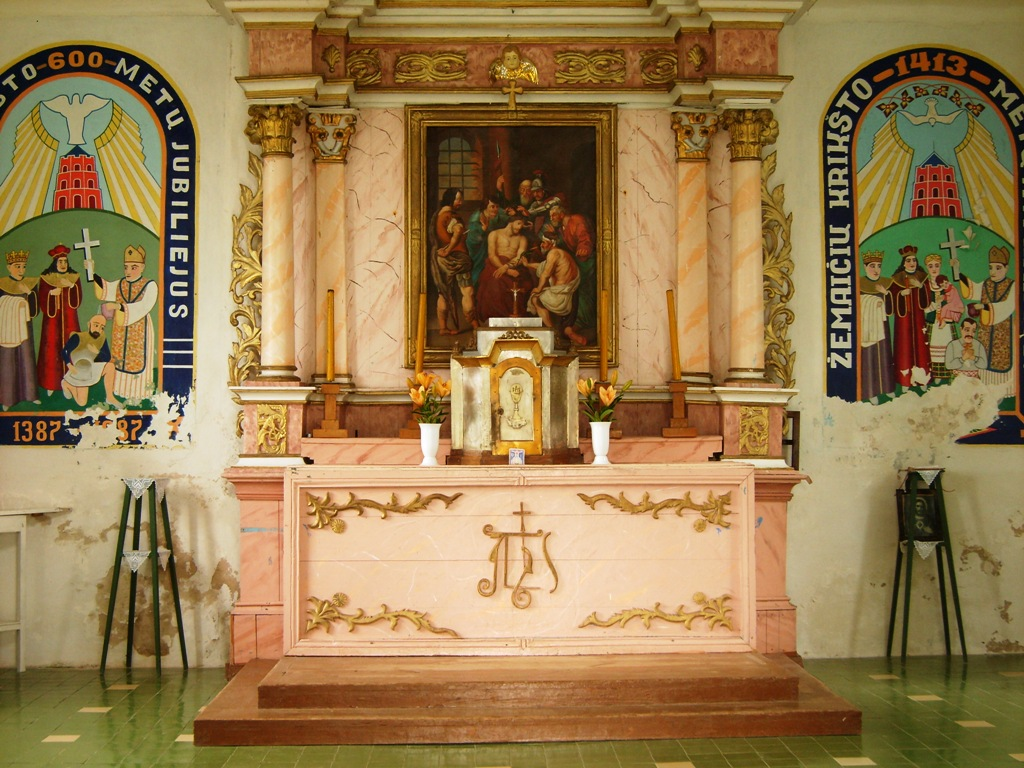
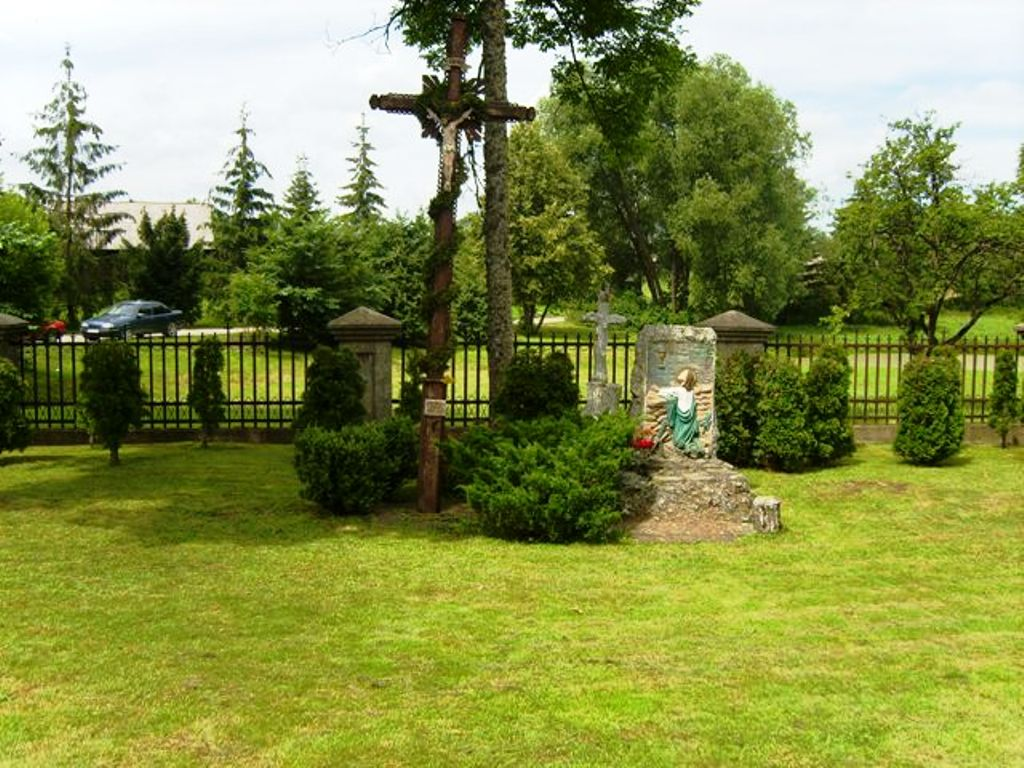
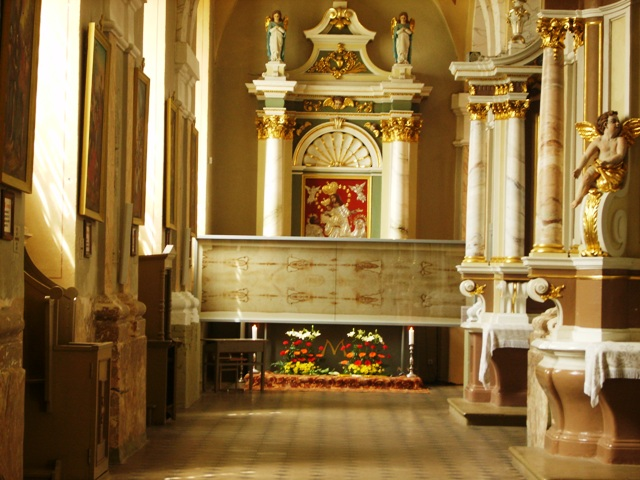
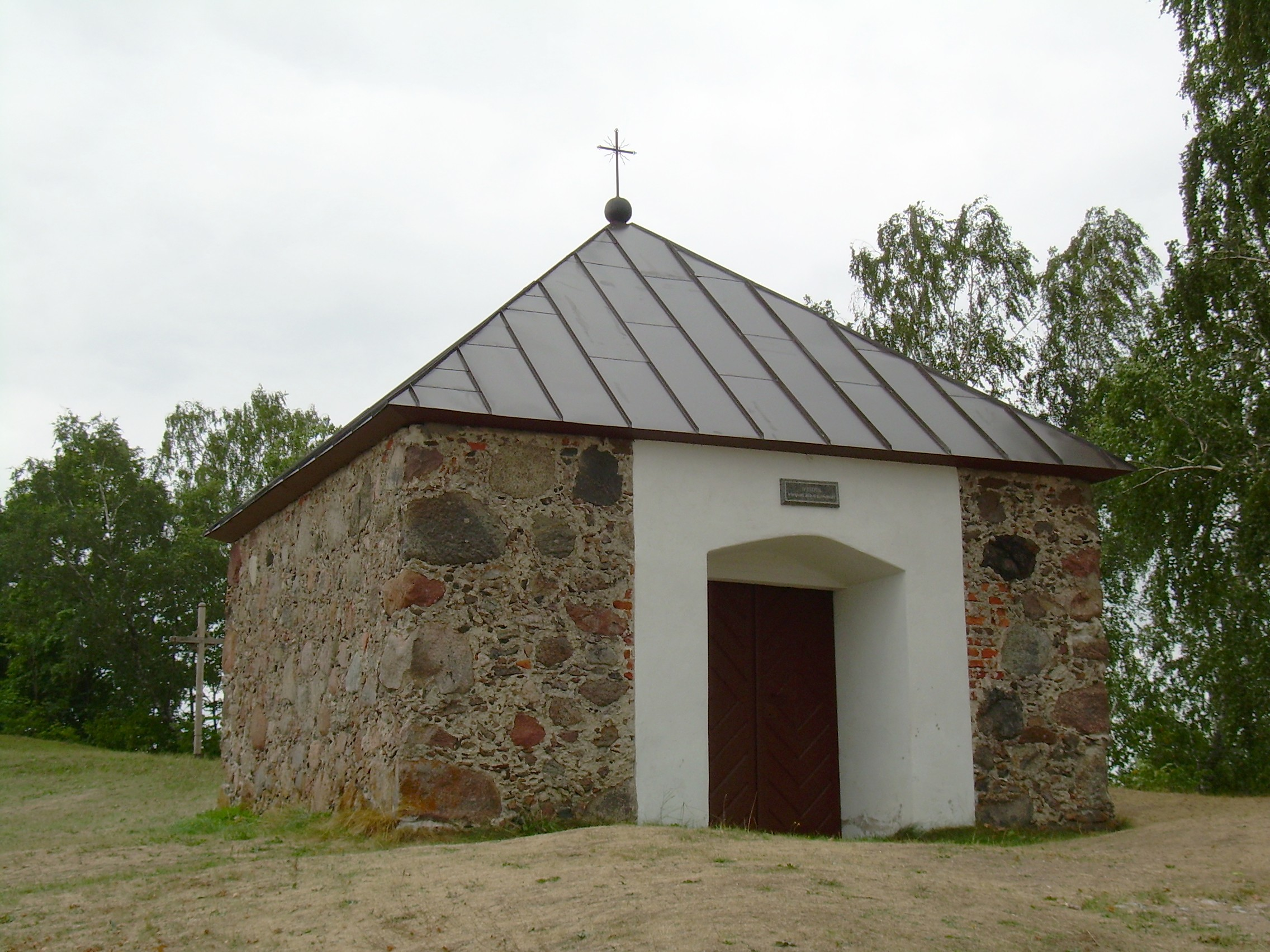
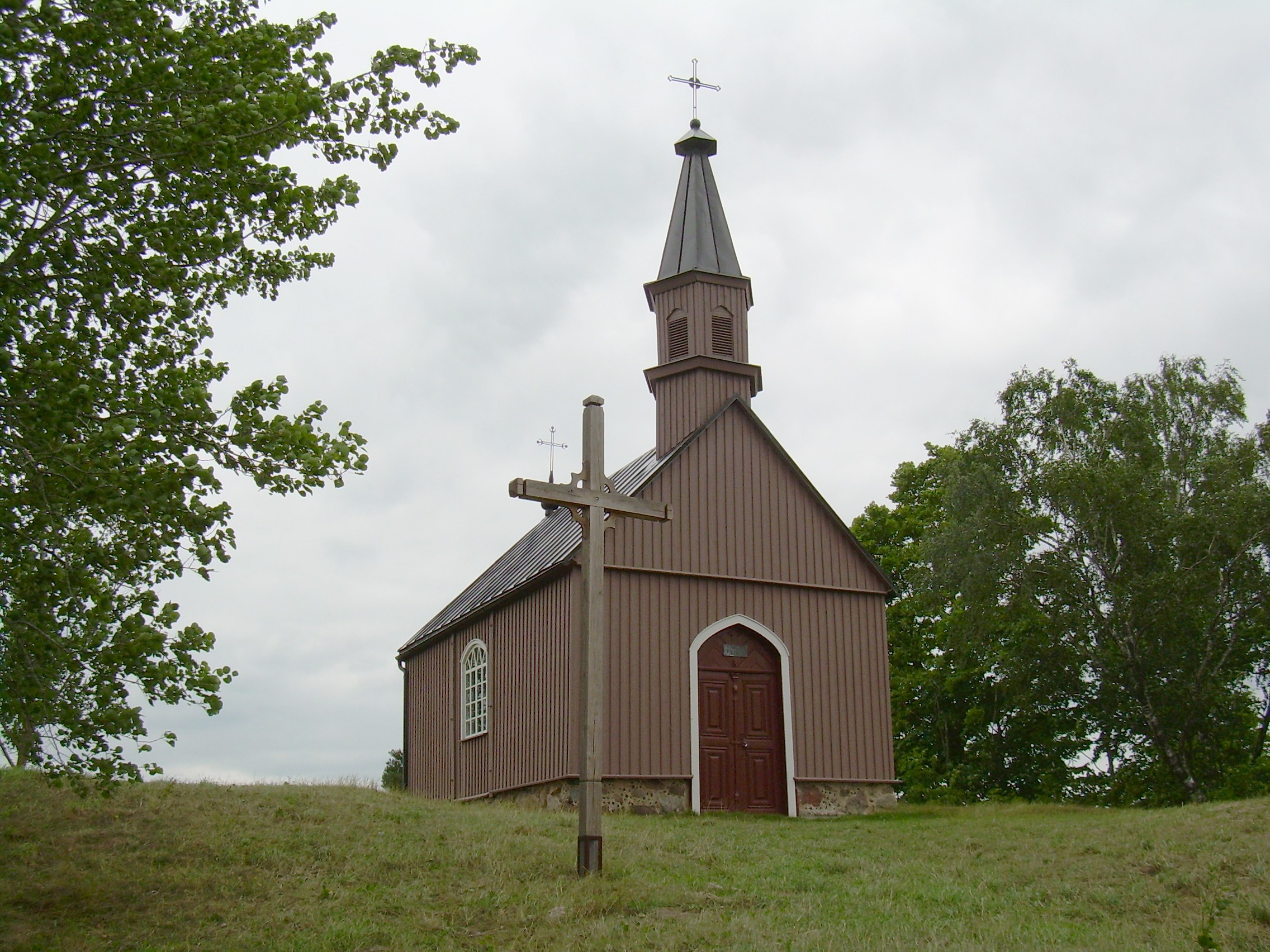
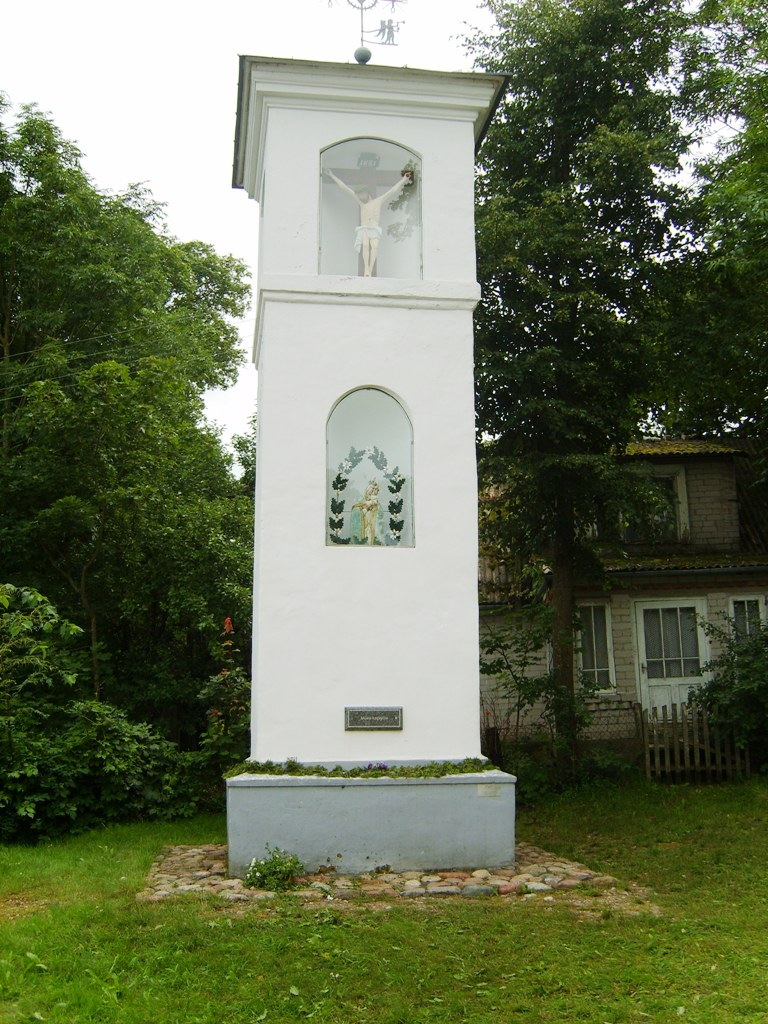